# مونته‌نگرو ایرلاینز

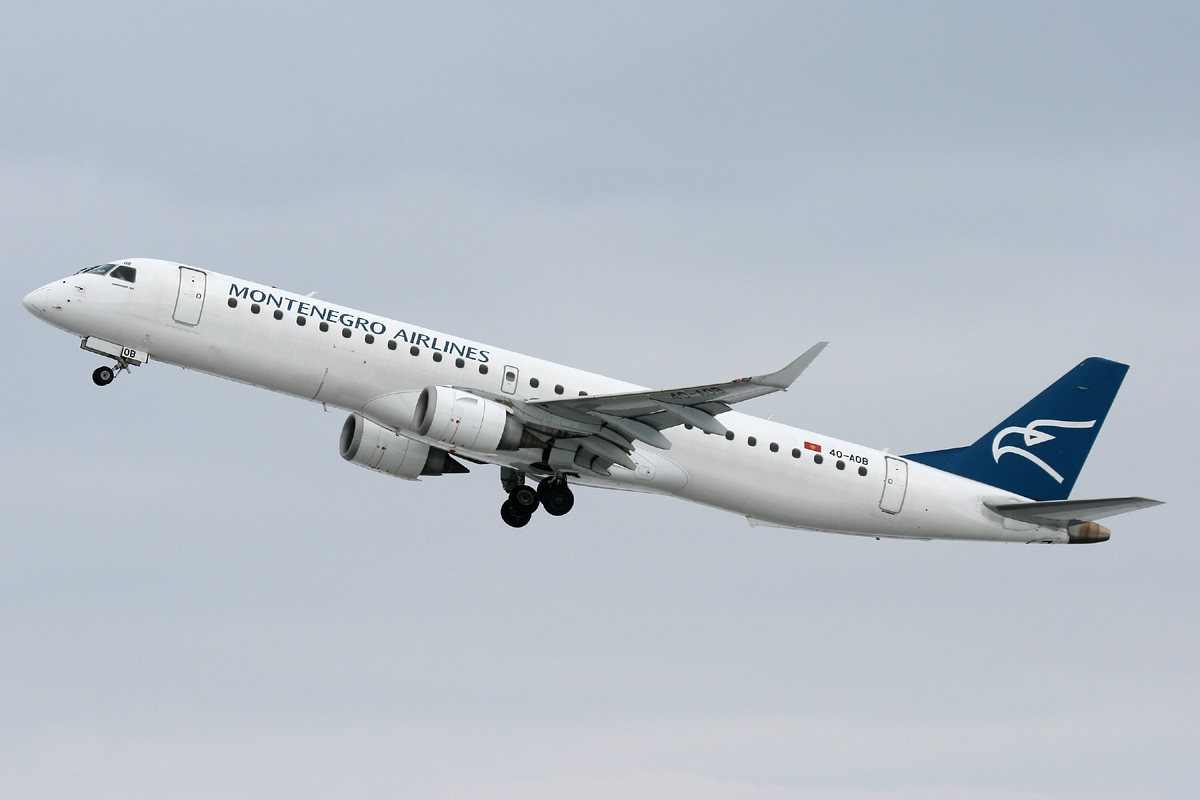
هواپیمای امبرائر ۱۹۰، متعلق به مونته‌نگرو ایرلاینز

مونته‌نگرو ایرلاینز، (به انگلیسی: Montenegro Airlines) شرکت هواپیمایی حامل پرچم مونته‌نگرو است، که در سال ۱۹۹۴ توسط دولت صربستان و مونته‌نگرو تأسیس شد و در حال حاضر روزانه به ۱۳ مقصد اروپایی، پروازهای مستقیم دارد.
دفتر مرکزی شرکت مونته‌نگرو ایرلاینز در شهر پودگوریتسا، مونته‌نگرو قرار دارد و فرودگاه پودگوریتسا و فرودگاه تیوات، قطب‌های این شرکت هواپیمایی به‌شمار می‌آیند. شرکت مونته‌نگرو ایرلاینز در حال حاضر در ناوگان هوایی خود، دارای ۹ فروند هواپیمای جت مسافربری می‌باشد.